# Concepción del Sur
Concepción del Sur è un comune dell'Honduras centro-occidentale facente parte del dipartimento di Santa Bárbara.
Il comune venne istituito il 27 ottobre 1900 con parte del territorio del comune di Santa Bárbara.